# BMW Série 5
Pour les articles homonymes, voir E12, E28, E34, E39 et E60.
La BMW Série 5 est une gamme de voitures berlines et breaks conçus par le constructeur allemand BMW. Cette série prend la succession en 1972 des 1500, 1800 et 2000 (E115).
- la E12 de 1972 à 1981,
- la E28 de 1981 à 1988,
- la E34 de 1988 à 1996,
- la E39 de 1996 à 2003,
- la E60 de 2002 à 2010,
- la GT de 2009 à 2017,
- la F10 de 2010 à 2016,
- la G30 à partir de 2016.
- la G60 à partir de 2023.

Toutes les générations à partir de la deuxième ont donné lieu à la production d'une version plus performante par la division Motorsport, la BMW M5.

## Série 5 E12
Les années 1970 s'annoncent prolifiques pour BMW qui inaugure en 1972 à Munich son siège social actuel en parallèle des Jeux Olympiques appelé le « quatre cylindres ». Le chiffre d'affaires dépasse pour la première fois les deux milliards de marks.
On peut dire que la E12 est la première Série 5, en remplacement de la BMW 1500. La BMW 1500 est une familiale produite par BMW de 1962 à 1966. La voiture cinq places a été produite exclusivement en quatre portes. En 1972, (après quatre années de développement) la 520 est présentée (type E12). Son domaine de prédilection: le sport avec du confort et un luxe discret. Les Allemands l'appellent la « cinq » ce qui entraînera la hiérarchisation de la gamme par la suite.
En 1979, BMW Motorsport présente la version sportive M535i.
C'est au volant d'une BMW 528i marron métallisé que le célèbre gangster et braqueur français Jacques Mesrine est tué par les forces de l'ordre en 1979. Cette auto fut ensuite mise sous scellés par la justice dans une casse de la région parisienne avant d'y être détruite en 2007.

### Au cinéma
- Dans Les Compères de Francis Veber sorti en 1983, Jean Lucas (Gérard Depardieu), accompagné de François Pignon (Pierre Richard), conduit une BMW 528i. En leur absence, la voiture est massacrée par des voyous.
- Dans Bleu comme l'enfer de Yves Boisset sorti en 1985, Ned (Lambert Wilson) conduit au début du film une BMW 525 grise.
- Dans Mesrine, l'ennemi public numéro 1, Vincent Cassel qui joue Mesrine l'achète, il se fera tué au volant de la BMW 528i, voiture mitraillé porte de Clignancourt, Paris, la voiture récupérer des années plus tard, restauré et mise en vente.

### À la télévision
- En 1974, dans la série télévisée allemande Derrick, Stephan Derrick et Harry Klein roulent en BMW 525 E12.
- Dans la série TV Duel au soleil, le lieutenant Toussaint Marchioni conduit une 528i marron métallisé.

## Série 5 E28
En juin 1981, la nouvelle Série 5 (E28) dessinée par Claus Luthe et Ercole Spada est présentée. Sur le circuit de Kyalami en Afrique du Sud, le 15 octobre 1983, le pilote brésilien Nelson Piquet remporte le titre de champion du monde de Formule 1 au volant de sa Brabham-BMW. Il gagne pour 2 points devant le Français Alain Prost sur Renault. C'est le premier titre pour un moteur turbocompressé en Formule 1. Le turbocompresseur est à la mode. Il équipe les Formule 1, le haut de gamme BMW avec la 745 i et la nouvelle 524 td. Le moteur turbo diesel est fabriqué dans l'usine de Steyr en Autriche, il développe 115 ch à 4 800 tr/min. L'usine de Dingolfing fabrique la millionième Série 5. Ce modèle est aujourd'hui souvent utilisé sur piste notamment pour le Drift, de par sa légèreté (La plus légère des Séries 5) et ses possibilités moteurs. Elle est également plébiscitée depuis la vague Youngtimer, comme la version E12, dans le cœur de certains passionnés de la marque qui n'hésitent plus à restaurer les rares modèles encore roulants[réf. nécessaire]. Le constructeur Alpina et sa version suralimentée B7 turbo proposa jusqu'à 330 ch sur cette base.
BMW Motorsport présente, en 1985, la première M5, qui est équipée du moteur de la M1. Avec ce modèle, BMW concurrence directement les fabricants de Grand Tourisme comme Porsche ou Ferrari.
On peut apercevoir une splendide e28 conduite dans Paris par Tom Cruise en personne lors de cascades effectuées pour les besoins du film Mission impossible 6 : Fallout en 2018.
C'est le dernier modèle de série 5 avec le fameux "shark nose" tant utilisé par le passé par la marque bavaroise, l'auto génère actuellement une spéculation impressionnante notamment sur les modèles Alpina turbo, M5 première du nom, M535i et la plupart des 6 cylindres en général...[réf. nécessaire]

## Série 5 E34
Présentée en 1988, la Série 5 E34 gagne en taille, confort et aérodynamisme.
En entrée de gamme le nouveau 4 cylindres 1,8 litre de 113 ch (famille de moteurs M40) se retrouve sous le capot de la 518i et se révèle assez puissant pour cette grosse berline.
Les "petits" 6 cylindres type M20 constituent à l'époque le gros des ventes, avec la 520i (2,0 L 129 ch) et la 525i (2,5 L 171 ch). Les gros blocs 6 cylindres de la famille M30 forment le haut de gamme de la Série 5 à l'époque, au sein des 530i (3,0 L 188 ch) et 535i (3,5 L 211 ch). La 524td est au départ la seule version fonctionnant au gazole, avec son 2,4 litres turbo Diesel de 115 ch, elle approche les 200 km/h.
1992 est une année de grands changements. La break "Touring" fait son apparition et se démarque de ses concurrentes par son élégance, rare pour ce type de carrosserie à l'époque. Le remplacement de la 524td par la 525tds va ouvrir une nouvelle ère dans le segment des berlines haut de gamme diesel. Avec ses 143 ch et ses 260 N m (26,5 mkg) de couple à 2 200 tr/min, cette berline dépasse les 205 km/h et franchit les 1 000 m en 31,8 s, une première dans ce segment. La 525td apparait ensuite, avec le même niveau de puissance que l'ancienne 524td. Le "dédoublement" de la version Diesel témoigne sans doute de la part de marché grandissante pour ce carburant à l'époque. Cette même année le bloc M20 (introduit en 1978) des 520i et 525i est remplacé par un tout nouveau bloc 24 soupapes (famille M50) sans changement d’appellation. La puissance monte alors à 150 ch (520i) et 192 ch (525i). Ce gain de puissance annonce l'arrivée de la 525ix qui, avec ses 4 roues motrices, séduira les réticents des véhicules à propulsion.
Un moteur V8 est réintroduit en 1993 - une première chez BMW depuis presque quatre décennies - avec les 530i (3,0 L 218 ch) et 540i (4,0 L 286 ch). Ce moteur remplace alors le "gros " bloc 6 cylindres (type M30) qui a fait son apparition au début des années 1970. La 540i abat alors le 1 000 m en 27,6 s.
En 1994 la Série 5 est restylée. La calandre est élargie et l'airbag est désormais de série, comme bon nombre d'équipements.
Deux versions sportives ont notamment été produites : la M5 et l’Alpina B10 Bi-Turbo.

## Série 5 E39
Apparue en décembre 1995, la E39 (quatrième génération de la Série 5) a connu un grand succès commercial jusqu'en juillet 2003, date de son remplacement par la génération E60. C'est la série qui a relancé BMW après son achat de Rover.
Elle est considérée aujourd'hui comme l'ultime aboutissement d'un perfectionniste, le Dr Wolfgang Reitzle, parti depuis chez Ford.

### Présentation
Introduisant de nombreux équipements de sécurité et de confort (boîte automatique séquentielle, airbags rideaux, climatisation automatique bizone, etc.), elle ne pèse pas plus lourd que le modèle précédent (E34), grâce à un usage accru d'alliages légers pour les suspensions, le châssis et la carrosserie. Son style est dans la continuité des générations précédentes, comme son poste de conduite, avec un tableau de bord orienté vers le conducteur et une ergonomie reconnue comme idéale par les journaux spécialisés.
Elle débute avec des moteurs fiabilisés, issus de la génération précédente : les six cylindres en ligne essence de 2.5l (523i) et 2.8l (528i), ainsi que le diesel à injection indirecte (525td & 525tds). De plus, les huit cylindres en V sont reconduits (le 3,5 litres de la 535i, comme le 4,4 litres de la 540i). Ils sont complétés par le formidable 4,9 litres (400 ch) de la M5.
Les modèles 6 cylindres vont connaître une évolution relativement légère en 2000 (525i et 530i). En revanche, l'offre diesel change radicalement fin 1998, avec l'apparition de l'injection directe (530d 183 ch). La consommation diminue de 15 % et les performances deviennent sans concurrence.
Proposée d'abord uniquement en berline 4 portes, l'offre s'est complétée en 1997 d'une variante break. La E39 a connu un restylage en 2000, avec sa « Phase 2 ». Celle-ci est identifiable par ses nouvelles optiques, faisant usage de la fibre optique, les antibrouillards sont plus petits et ronds. Cette « Phase 2 » correspond à une nouvelle offre moteur. la 520i passe de 150 à 170 ch (2.2l au lieu de 2.0l), la 523i est remplacée par la 525i (même cylindrée de 2,5 litres mais puissance en hausse de 170 ch à 192 ch) et la 530i remplace la 528i (3 litres au lieu de 2,8 litres) et puissance en hausse de 193 à 231 ch. Pour le 3.0d, la puissance augmente de 10 ch (193 au lieu de 183 ch).

### Confort
Le niveau de confort et de finition est excellent devançant notamment celui de la génération suivante E60. L'insonorisation est considérée comme remarquable. En revanche, l'habitabilité, quoiqu'en progrès grâce à un empattement allongé de 70 mm, reste en retrait de la concurrence (Peugeot 607, Audi A6, Mercedes Classe E). L'équipement s'avère satisfaisant sur toutes les versions, notamment sur le marché français, où la marque jouit d'une image plus luxueuse que dans son marché d'origine[Interprétation personnelle ?]. Par exemple, tous les modèles français disposent d'un ordinateur de bord, et sont climatisés.

### Conduite
Les moteurs 6 cylindres sont puissants et sobres. Le V8 se distingue par ses performances de haut niveau (notamment la version M5). Le modèle 535i verra ses ventes diminuer grandement après l'arrivée du nouveau 6 cylindres essence (530i) lors du lancement de la phase 2 en 2001, ses performances faisant jeu égal, voire le surpassant, avec le V8 de 3,5 L tout en proposant une consommation nettement inférieure à ce dernier. Le moteur 4 cylindres diesel, apparu en 2000 et issu de la Série 3, s'avère une paisible et économique version d'accès. Le comportement routier, précis et dynamique, profite de suspensions sophistiquées en alliage d'aluminium, et d'une rigidité châssis exceptionnelle, accrue de 80 % par rapport au modèle précédent. De fait, BMW ne jugera pas utile d'accroître la rigidité sur le modèle suivant E60.
Les modèles à boîte manuelle se distinguent par un levier de vitesse précis et rapide. La pédale d'embrayage est souvent critiquée pour sa longue course. Le modèle à boîte automatique (steptronic ZF ou GM) est loué pour sa douceur et permet des performances intactes alors que la consommation est en hausse modérée. Mais il manque un peu de vivacité dans les rétrogradages. La direction, à assistance hydraulique, est précise et idéalement calibrée. Certains regrettent le manque de rappel autour du point milieu, ainsi que la taille exagérée du volant.

### Fiabilité
- Les moteurs diesel M51 (TDS) peuvent poser des problèmes liés à la pompe à injection (fuites de gasoil). Des bris de la culasse (en aluminium) sont également répertoriés sur les tout premiers modèles (phase 1).
- Des problèmes de fiabilité du combiné d'instruments imposent le changement du circuit électrique (sur les afficheurs à cristaux liquide).
- Faiblesse des fixations de bras de suspension arrière, pour les forts kilométrages.
- Quelques soucis de centralisation ont été recensés.
- Des problèmes récurrents d'infiltration d'eau par les portières ont été recensés, attribués à une mauvaise tenue dans le temps de l'isolant de la garniture de porte. Ces problèmes ont fait l'objet d'une note interne corrective, préconisant le remplacement et recollage de l'isolant.
- Des casses de turbos ont touché le 2.0d et le 3.0d, même si ce dernier est globalement très robuste (de nombreux exemplaires ont aujourd'hui dépassé les 300 000 km avec leur turbo d'origine)
- Les clapets d'admissions peuvent tomber dans le moteur des 3.0d à boîte automatique uniquement, ce qui entraîne sa casse.
- Les modèles à boîte automatique (de marque GM ou ZF selon les moteurs) peuvent, passé un certain kilométrage, rencontrer de gros problèmes (dysfonctionnement ou pire, casse) en raison de la préconisation BMW de "graissage à vie" qui fait que bon nombre d'exemplaires n'ont jamais connu de vidange de boite. Cette préconisation constructeur est d'autant plus aberrante que les fabricants de boite eux-mêmes (GM comme ZF) préconisent de vidanger entre 80 000 km et 100 000 km.

Dans l'ensemble, et avec un recul aujourd'hui suffisant, la E39 est considérée comme l'une des voitures les plus fiables de son segment et de son époque. Elle n'a pas rencontré de souci majeur et touchant massivement ses différents modèles. Encore aujourd'hui, sa fiabilité remarquable en fait un modèle recherché sur le marché de l'occasion, ce qui induit une côte relativement haute.

### Caractéristiques techniques
523i
1995
2000
L6
M52B25
11/13 CV
170 ch
1 420 kg
9,7 l/100
225 km/h
29,1 s
8,5 s
| Modèle  | Début | Fin  | Type | Code Moteur | CV fiscal | Puissance  | Poids          | Cons. normalisée | Vitesse maxi | 1 000 m d/a | 0-100 km/h |
| ------- | ----- | ---- | ---- | ----------- | --------- | ---------- | -------------- | ---------------- | ------------ | ----------- | ---------- |
| 525td   | 1995  | 2000 | L6   | M51D25TU UL | 7 CV      | 115 ch     | 1 550 kg       | 8,4 l/100        | 200 km/h     | 34 s        |            |
| 525tds  | 1995  | 2000 | L6   | M51D25      | 7-10 CV   | 143 ch     | 1 555 kg       | 7,9 l/100        | 211 km/h     | 32,7 s      |            |
| 520d    | 2000  | 2003 | L4   | M47D20      | 7/8 CV    | 136 ch     | 1 560 kg       | 5,9 l/100        | 205 km/h     | 32,6 s      |            |
| 525d    | 2000  | 2003 | L6   | M57D25      | 10/11 CV  | 163 ch     | 1 575 kg       | 6,7 l/100        | 220 km/h     | 30,4 s      |            |
| 530d    | 1998  | 2003 | L6   | M57D30      | 11/13 CV  | 183/193 ch | 1 595 kg       | 7,2 l/100        | 235 km/h     | 29,4 s      |            |
| 520i    | 2000  | 2003 | L6   | M54B22      | 11cv      | 170ch      | 1495 kg        | 9,0 l/100        | 225 km/h     | 30,2        |            |
| 520i    | 1995  | 2000 | L6   | M52B20      | 10 CV     | 150 ch     | 1 410 kg       | 9,1 l/100        | 213 km/h     | 31,1 s      |            |
| 528i    | 1995  | 2000 | L6   | M52B28      | 13/13 CV  | 193 ch     | 1 440 kg       | 9,9 l/100        | 235 km/h     | 28,2 s      | 7,5 s      |
| 523i    | 1995  | 2000 | L6   | M52B25      | 11/13 CV  | 170ch      |                |                  |              |             |            |
| 525i    | 2000  | 2003 | L6   | M54B25      | 13/13 CV  | 192 ch     | 1 500 kg       | 9,5 l/100        | 236 km/h     | 29,1 s      | 8,4 s      |
| 530i/ia | 2001  | 2003 | L6   | M54B30      | 15/16 CV  | 231 ch     | 1 615⁄1 710 kg | 9,5/10,7 l/100   | 244⁄245 km/h | 28/28,6 s   | 7,3/7,7 s  |
| 535i    | 1996  | 2003 | V8   | M62B35      | 17 CV     | 235 ch     | 1 615 kg       | 11,6 l/100       | 246 km/h     | 27,7 s      | 7,1 s      |
| 540i/ia | 1996  | 2003 | V8   | M62B44      | 21/25 CV  | 286 ch     | 1 660⁄1 690 kg | 12.1 l/100       | 275⁄275 km/h | 26,1/26,5 s | 6,3/6,4 s  |
| M5      | 1998  | 2003 | V8   | S62B50      | 32 CV     | 400 ch     | 1 795 kg       | 13,9 l/100       | 293 km/h¹    | 24,2 s      | 5,3 s      |

¹limité électroniquement

## Série 5 E60 / E61
La BMW E60 est la cinquième génération de Série 5 et est commercialisée depuis août 2003, elle fut marquée par un style qui a choqué les puristes, issue du coup de crayon du célèbre designer Chris Bangle. Un style taillé à la serpe. Début 2007, cette Série 5 a subi un léger restylage concernant principalement les boucliers avant et arrière ainsi qu'une planche de bord étoffée de nouveaux matériaux à l'aspect plus valorisant. Le restylage a été accompagné par l'introduction d'une innovation majeure, le BMW Efficient Dynamics. Ce terme désigne une série de mesures dites « intelligentes » qui ont pour but de réduire les émissions ainsi que la consommation de carburant, tout en augmentant les performances.
Ce procédé est constitué :
- de la fonction « Brake Energy Regeneration » qui récupère l'énergie dégagée lors des freinages pour recharger la batterie,
- de l'indicateur « Shift Point Display » situé entre le compte-tours et le tachymètre qui indique au conducteur le meilleur rapport de boîte à engager pour économiser de l'énergie en fonction de son style de conduite.
- de la direction active (option), qui n'utilise de l'énergie que dans les phases effectives de virages contrairement aux directions hydrauliques,
- des volets d'air pilotés, situé dans la calandre, qui agissent de manière à conserver le meilleur aérodynamisme de la voiture.

Cette Série 5 fut déclinée en deux carrosseries ; avec une berline (E60) et un break (E61). De plus, elle peut être équipée d'une transmission intégrale sur certains modèles de la gamme. Des boîtes manuelle et automatique sont disponibles.
Dès l'apparition des E60/61 tous les 6 cylindres en ligne à essence sont passés à l'injection directe. L'offre sur la gamme essence est très diversifiée, les modèles de bases allant de la 520i (170cv) à la 550i (367cv). La version M5 sera équipée d'un V10 atmosphérique de 5.0L de cylindrée, développant la puissance précise de 507cv. Ce moteur est dérivé directement de la compétition.
Comme sur les E34, la nouvelle génération de M5 est disponible en break (Touring). Des versions en boîtes manuelles furent disponibles pour le marché américain, tandis que les autres marchés ne verront qu'une boite automatique robotisée (SMG 3).
Du côté des moteurs diesel, la plupart ne sont pas innovants par rapport à la génération précédente. En effet, la fiabilité de ces derniers sur la version E39 ont permis à BMW de conserver de bonnes bases. Les moteurs M57 des 525d et 530d sont une fois de plus réputés pour leur excellente longévité et leur robustesse. À noter qu'une petite subtilité démarque les modèles 525xd (transmission intégrale) : ceux-ci arborent la dénomination 525, mais sont équipés par le moteur 3.0l des 530d.
D'autre part, la 535d fut la première voiture de série à introduire la suralimentation étagée, ce qui en fait encore aujourd'hui un Diesel de référence en matière de performances, de rendement et d'agrément (3l bi-turbo Diesel, 272 ch à 4 400 tr/min soit 92 ch/l ; 560 N m à 2 000 tr/min soit plus de 180 N m/l). Ce moteur avait auparavant fait ses armes au Paris-Dakar sur un X5 piloté par Luc Alphand.
Enfin en ce qui concerne le chassis, ce dernier est directement repris sur les bases de la génération E39 puisque BMW s'était déjà illustré pour l'exceptionnelle rigidité de la version précédente.

### Caractéristiques techniques
| Modèle  | Type | Code Moteur   | Puissance | Cylindrée | Production      | Remarques                        |
| ------- | ---- | ------------- | --------- | --------- | --------------- | -------------------------------- |
| 520i    | L6   | M54B22        | 170 ch    | 2,2 L     | 07/2003–07/2005 | injection indirecte              |
| 520i    | L4   | N43B20OL      | 170 ch    | 2,0 L     | 09/2007–09/2010 | injection directe                |
| 523i    | L6   | N52B25UL      | 177 ch    | 2,5 L     | 07/2005–01/2007 | injection indirecte              |
| 523i    | L6   | N53B25        | 190 ch    | 2,5 L     | 01/2007–09/2010 | injection directe                |
| 525i(x) | L6   | M54B25        | 192 ch    | 2,5 L     | 07/2003–07/2005 | injection indirecte              |
| 525i(x) | L6   | N52B25OL      | 218 ch    | 2,5 L     | 07/2005–01/2007 | injection indirecte              |
| 525i(x) | L6   | N53B30UL      | 218 ch    | 3,0 L     | 01/2007–09/2010 | injection directe                |
| 530i    | L6   | M54B30        | 231 ch    | 3,0 L     | 07/2003–07/2005 | injection indirecte              |
| 530i(x) | L6   | N52B30        | 258 ch    | 3,0 L     | 07/2005–01/2007 | injection indirecte              |
| 530i(x) | L6   | N53B30OL      | 272 ch    | 3,0 L     | 01/2007–09/2010 | injection directe                |
| 535i(x) | L6   | N54B30        | 306 ch    | 3,0 L     | 01/2007–09/2010 | bi-turbo à injection directe     |
| 540i    | V8   | N62B40        | 306 ch    | 4,0 L     | 07/2005–09/2010 | injection indirecte séquentielle |
| 545i    | V8   | N62B44        | 333 ch    | 4,4 L     | 07/2003–07/2005 | injection indirecte séquentielle |
| 550i    | V8   | N62B48        | 367 ch    | 4,8 L     | 07/2005–09/2010 | injection indirecte séquentielle |
| M5      | V10  | S85B50        | 507 ch    | 5,0 L     | 07/2005–09/2010 |                                  |
| 520d    | L4   | M47D20TÜ2     | 163 ch    | 2,0 L     | 07/2005–09/2007 |                                  |
| 520d    | L4   | N47D20        | 177 ch    | 2,0 L     | 09/2007–09/2010 |                                  |
| 525d    | L6   | M57D25TÜ      | 177 ch    | 2,5 L     | 06/2004–01/2007 |                                  |
| 525(x)d | L6   | M57D30UL      | 197 ch    | 3,0 L     | 01/2007–09/2010 |                                  |
| 530d    | L6   | M57D30TÜ      | 218 ch    | 3,0 L     | 07/2003–07/2005 |                                  |
| 530d    | L6   | M57D30TÜ2     | 231 ch    | 3,0 L     | 07/2005–01/2007 |                                  |
| 530(x)d | L6   | M57D30TÜ2     | 235 ch    | 3,0 L     | 01/2007–09/2010 |                                  |
| 535d    | L6   | M57D30TÜ TOP  | 272 ch    | 3,0 L     | 09/2004–01/2007 | moteur bi-turbo à double étage   |
| 535d    | L6   | M57D30TÜ2 TOP | 286 ch    | 3,0 L     | 01/2007–09/2010 | moteur bi-turbo à double étage   |

(x) modèle disponible avec une transmission intégrale (xdrive) / L4 : moteur 4 cylindres en ligne / L6 : moteur 6 cylindres en ligne / V8 : moteur 8 cylindres en V / V10 : moteur 10 cylindres en V.

## Série 5 F10 / F11
Les BMW F10 / F11 sont la sixième génération des BMW Série 5. La BMW Série 5 VI est dotée, pour la version la plus puissante (550i) d'un V8 de 449 ch aussi présent sur le X6, le X5, la Série 6 et la Série 7. Les versions 535i et 528i ainsi que les 550d, 535d et 530d complètent l'offre en 6-cylindres en ligne essence et diesel. En 4 cylindres, le modèle est proposé en 520i et 525d, 520d et 518d. Elle inaugure aussi la nouvelle boîte automatique 8 rapports développée par ZF, qui est aussi utilisée sur la 760i et 760Li et qui le sera sur la future Série 6 et le reste de la gamme. Elle hérite aussi de l'arsenal technologique de la nouvelle Série 7. Le concept-car BMW Série 5 Gran Turismo présenté au Salon international de l'automobile de Genève préfigurait les traits des F10 et F11. Elles tirent aussi profit des traits esthétiques du Concept CS notamment pour la calandre et les phares.
Afin d'animer la gamme de sa berline née en mars 2010, BMW lance une série spéciale Edition Techno Design sur les 520d et 530d. À la clé, un avantage client de 6 130 €.
En 2011, la version 528i passe d'un 6-cylindres en ligne à un 4-cylindres 2,0 litres turbo développant 245 ch et 350 N m de couple.

### Finitions
- Pack M
- Pack M sport

### Caractéristiques techniques
Essence
| modèle          | type | Code Moteur | puissance | cylindrée | Production      | observations        |
| --------------- | ---- | ----------- | --------- | --------- | --------------- | ------------------- |
| 520i            | L4   | N20B20      | 184 ch    | 2,0 L     | 09/2011–01/2017 | Injection directe   |
| 523i            | L6   | N52B25      | 201 ch    | 2,5 L     | 01/2010–09/2011 | Injection indirecte |
| 523i            | L6   | N53B30      | 204 ch    | 3,0 L     | 01/2010–09/2011 | Injection directe   |
| 528i(x)         | L4   | N20B20      | 245 ch    | 2,0 L     | 09/2011–01/2017 | Injection directe   |
| 528i            | L6   | N52B30      | 240 ch    | 3,0 L     | 01/2010–09/2011 | Injection indirecte |
| 528i            | L6   | N53B30      | 258 ch    | 3,0 L     | 01/2010–09/2011 | Injection directe   |
| 530i            | L6   | N53B30      | 272 ch    | 3,0 L     | 09/2011–07/2013 | Injection directe   |
| 535i(x)         | L6   | N55B30      | 306 ch    | 3,0 L     | 01/2010–01/2017 | turbo               |
| 550i(x)         | V8   | N63B44      | 407 ch    | 4,4 L     | 01/2010–07/2013 | biturbo             |
| 550i(x)         | V8   | N63B44TÜ    | 449 ch    | 4,4 L     | 07/2013–01/2017 | biturbo             |
| M5              | V8   | S63B44TÜ    | 560 ch    | 4,4 L     | 09/2011–01/2017 | biturbo             |
| M5 competition  | V8   | S63B44TÜ    | 575 ch    | 4,4 L     | 09/2013–01/2017 | biturbo             |
| M5 « 30 Jahre » | V8   | S63B44TÜ    | 600 ch    | 4,4 L     | 05/2014–12/2016 | biturbo             |

Diesel
| modèle    | type | Code Moteur | puissance | cylindrée | Production      | observations               |
| --------- | ---- | ----------- | --------- | --------- | --------------- | -------------------------- |
| 518d      | L4   | N47D20      | 143 ch    | 2.0 L     | 07/2013–07/2014 | turbo à géométrie variable |
| 518d      | L4   | B47D20      | 150 ch    | 2.0 L     | 07/2014–01/2017 | turbo à géométrie variable |
| 520d(x)   | L4   | N47D20      | 184 ch    | 2.0 L     | 03/2010–06/2014 | turbo à géométrie variable |
| 520d(x)   | L4   | B47D20      | 190 ch    | 2.0 L     | 07/2014–01/2017 | turbo à géométrie variable |
| 525d(x)   | L4   | N47D20      | 218 ch    | 2.0 L     | 09/2011–01/2017 | biturbo                    |
| 525d      | L6   | N57D30      | 204 ch    | 3,0 L     | 01/2010–09/2011 | TwinPower Turbo            |
| 530d      | L6   | N57D30      | 245 ch    | 3,0 L     | 01/2010–09/2011 | TwinPower Turbo            |
| 530d(x)   | L6   | N57D30      | 258 ch    | 3,0 L     | 03/2011–01/2017 | TwinPower Turbo            |
| 535d      | L6   | N57D30      | 300 ch    | 3,0 L     | 09/2010–09/2011 | biturbo                    |
| 535d(x)   | L6   | N57D30      | 313 ch    | 3,0 L     | 09/2011–01/2017 | biturbo                    |
| M 550d XD | L6   | N57S        | 381 ch    | 3,0 L     | 02/2012–02/2017 | turbo à trois étages       |

(x) modèle disponible avec une transmission intégrale (xdrive) / L4 : moteur 4 cylindres en ligne / L6 : moteur 6 cylindres en ligne / V8 : moteur 8 cylindres en V / V10 : moteur 10 cylindres en V.

### Phase 2
La Série 5 a bénéficié d'un restylage en 2013. Les évolutions cosmétiques sont mineures. Les feux avant sont équipés en série de projecteurs bi-xénon. BMW propose également des phares entièrement à LED, selon les finitions.
Un nouveau bloc diesel fait son apparition. Dénommé 518d, il s'agit d'un quatre cylindres diesel de 143 chevaux. Il vise à concurrencer les Mercedes-Benz Classe E et Audi A6 de puissances voisines.
Le bloc diesel 520d peut désormais être équipé de la transmission intégrale xDrive.
En essence, un bloc V8 4.4 de 450 ch (550i) est introduit.

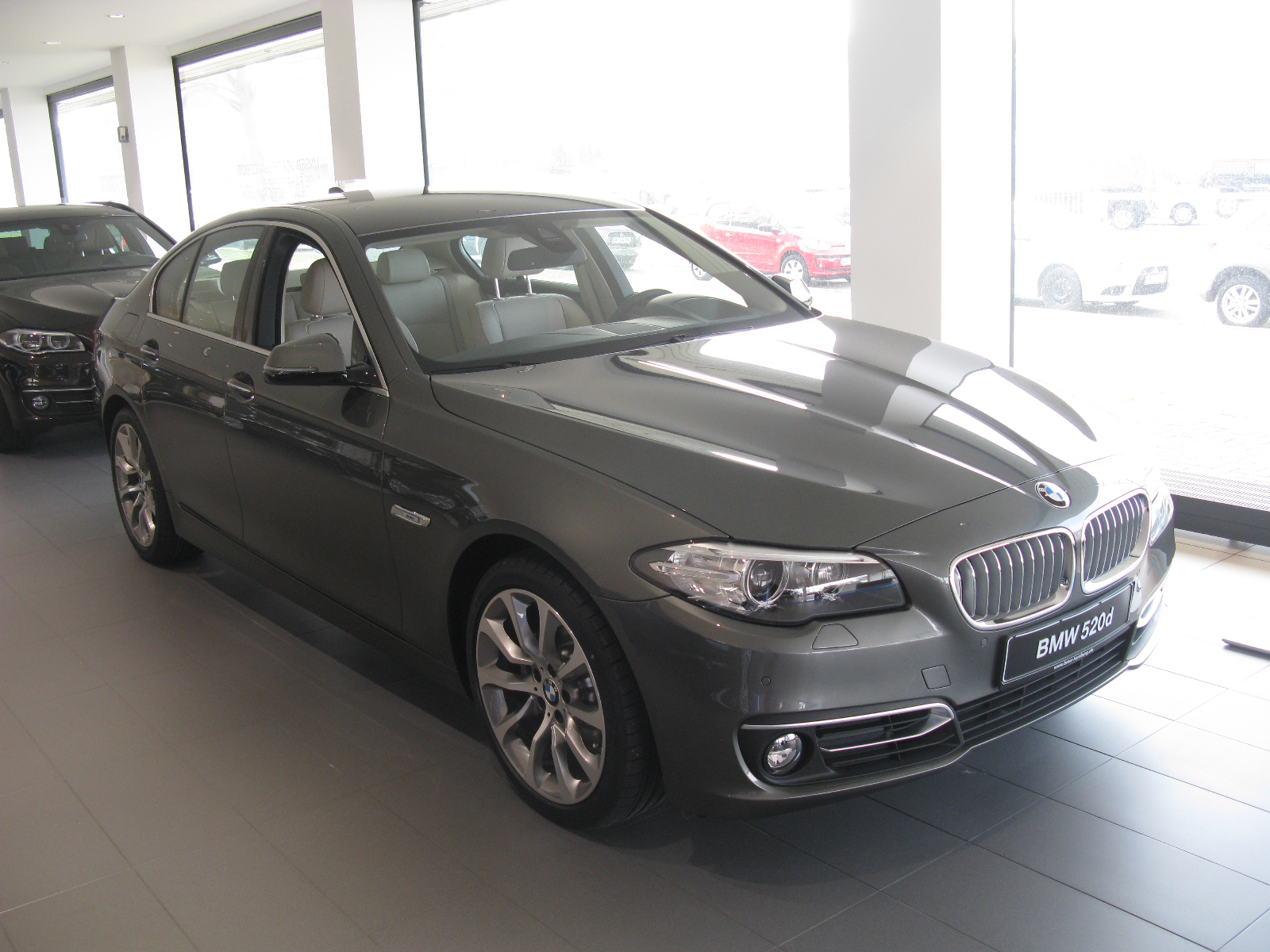
BMW Série 5 VI phase 2 de 2013
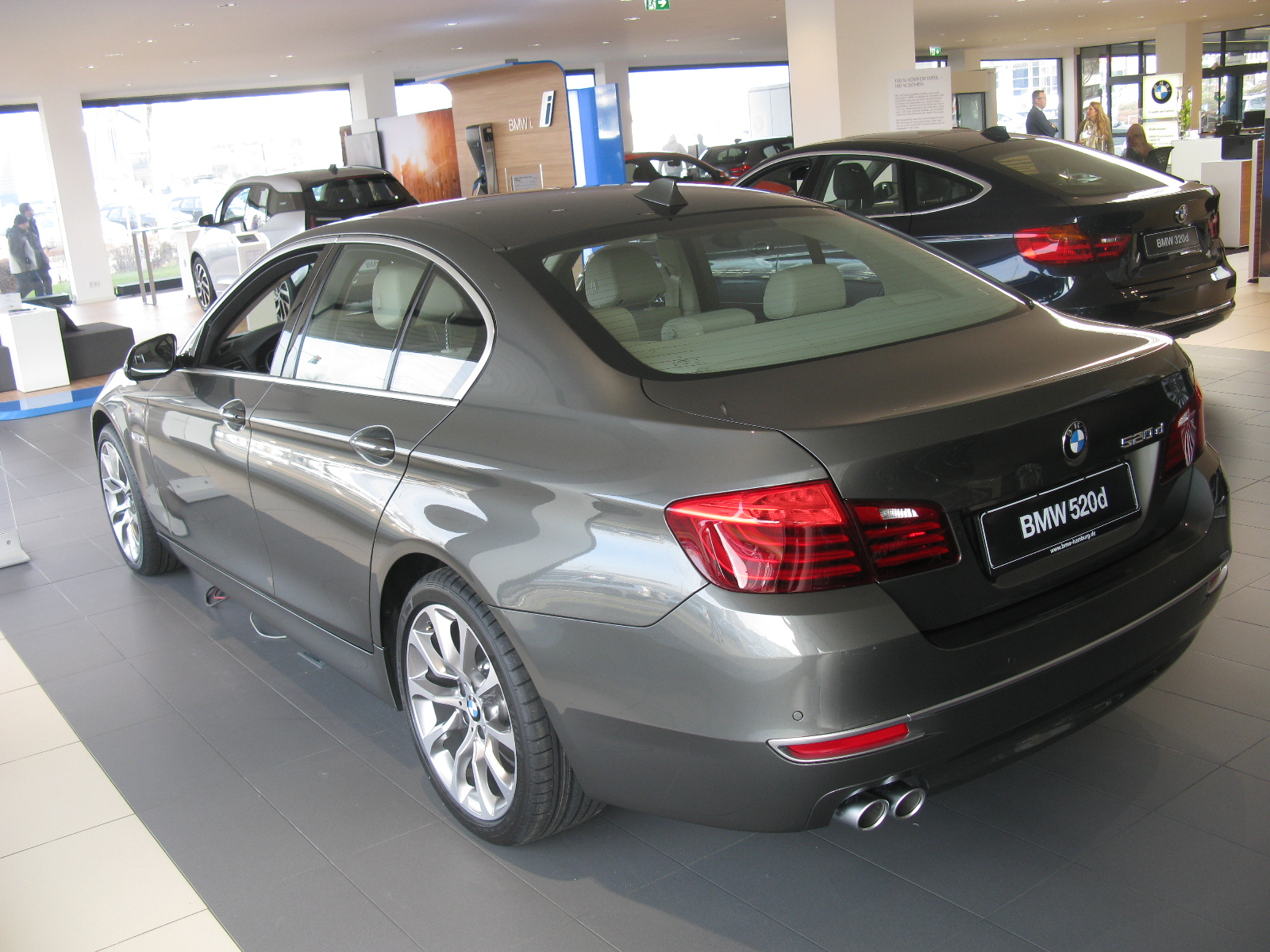
BMW Série 5 VI phase 2 de 2013

## Série 5 G30 / G31
La septième génération de la Série 5 a été dévoilée le 13 octobre 2016 sous la forme d'une berline classique à quatre portes. Plus tard, une version break Touring et une version GT (qui s'appellera cette fois Série 6 GT) devront faire irruption sûrement en 2017. Elle voit son poids diminué jusqu'à 100 kg sur certaines versions et dispose évidemment d'un arsenal technologique pour concurrencer ses concurrentes (Classe E, A6, XF, GS) qui l'ont dépassé technologiquement. Elle est disponible pour l'instant avec deux 4 cylindres (un essence et un diesel) et deux six cylindres (un essence et un diesel). La variante sportive M550i et la super sportive M5 sont également prévues, avec une version électrique ou hybride rechargeable, la 530e i Performance.

### Finitions
- Lounge
- Executive
- Business
- Luxury
- Sport
- M sport

### Caractéristiques techniques
Essence
| Modèle       | Type | Code Moteur | Puissance (ch)  | Cylindrée | Production      | Observations |
| ------------ | ---- | ----------- | --------------- | --------- | --------------- | ------------ |
| 520i         | L4   | B48         | 170 / 184       | 2,0 L     | 10/2016–07/2024 | Turbo        |
| 530i         | L4   | B48         | 252             | 2,0 L     | 10/2016–07/2024 | Turbo        |
| 540i         | L6   | B58         | 340 / 360       | 3,0 L     | 10/2016–07/2024 | Turbo        |
| M550i xDrive | V8   | N63         | 462 / 530       | 4,4 L     | 03/2017–07/2024 | Bi-turbo     |
| M5 / C / CS  | V8   | S63         | 600 / 625 / 635 | 4,4 L     | 03/2018–07/2024 | Bi-turbo     |

Diesel
| Modèle       | Type | Code Moteur | Puissance (ch) | Cylindrée | Production        | Observations           |
| ------------ | ---- | ----------- | -------------- | --------- | ----------------- | ---------------------- |
| 518d         | L4   | B47         | 136 / 150      | 2.0 L     | 10/2016 – 07/2023 | TwinPower Turbo        |
| 520d         | L4   | B47         | 163 / 190      | 2.0 L     | 10/2016 – 07/2023 | TwinPower Turbo        |
| 525d         | L4   | B47         | 211 / 231      | 2.0 L     | 10/2016 – 07/2020 | TwinPower Turbo        |
| 530d         | L6   | B57         | 265 / 286      | 3.0 L     | 10/2016 – 07/2023 | TwinPower Turbo        |
| 540d xDrive  | L6   | B57         | 320 / 340      | 3.0 L     | 10/2016 – 07/2023 | Turbo à deux étages    |
| M550d xDrive | L6   | B57         | 400            | 3.0 L     | 03/2017 – 07/2020 | Bi-turbo à deux étages |

Hybrides Rechargeables
| Modèle      | Type | Code Moteur | Puissance (ch) | Cylindrée | Production        | Observations    |
| ----------- | ---- | ----------- | -------------- | --------- | ----------------- | --------------- |
| 520e        | L4   | B48         | 204            | 2.0 L     | 02/2021 – 03/2022 | TwinPower Turbo |
| 530e xDrive | L4   | B48         | 252 / 292      | 2.0 L     | 05/2020 – 03/2022 | TwinPower Turbo |
| 545e xDrive | L6   | B58         | 394            | 3.0 L     | 10/2020 – 03/2022 | TwinPower Turbo |

L4 : moteur 4 cylindres en ligne ;
L6 : moteur 6 cylindres en ligne ;
V8 : moteur 8 cylindres en V ;
Xdrive : 4 roues motrices.

## Série 5 G60 / G61 (2023-)
La huitième génération de BMW Série 5 est dévoilée en 2023 dans ses variantes thermique et électrique.
La BMW M5 g60/61 sera munie d'un V8 hybride de 4.4 litres bi-turbo similaire à celui de la BMW XM.
Pour la première fois, elle est épaulée d'une variante électrique nommée i5.

### Niveaux de finition
De série :C'est la finition d'entrée de gamme, elle a les équipements de série que l'on peut attendre d'une voiture de cette catégorie.
M sport: Elle a un design plus sportif en ajoutant un petit kit de carrosserie et des éléments intérieurs tel que : le "Shadow Line M" (contours de fenêtres noirs etc.), les bas de caisse noirs, le ciel de pavillon M en anthracite etc. Cette finition n'améliore pas les performances de cette voiture.
Il aura plus tard une finitions business pour les entreprises.

### Motorisations disponibles
| modèle                                                         | 520d                | 520d xdrive         | 540d xdrive         | 520i                | 530e xdrive         | 550e xdrive         | M5                  |
| production (date)                                              |                     |                     |                     |                     |                     |                     | 06/2024-....        |
| type de moteur                                                 | L4                  | L4                  | L6                  | L4                  | L4                  | L6                  | V8                  |
| boite de vitesse                                               | ZF8HP (automatique) | ZF8HP (automatique) | ZF8HP (automatique) | ZF8HP (automatique) | ZF8HP (automatique) | ZF8HP (automatique) | ZF8HP (automatique) |
| cylindrée (en cm3)                                             | 1995 cm³            | 1995 cm³            | 2993 cm3            | 1998 cm³            | 1998 cm³            | 2998 cm³            | 4395 cm³            |
| taille du réservoir (en litres)                                | 60                  | 60                  | 60                  | 60                  | 60                  | 60                  | 60                  |
| capacité de la batterie (en kwh)                               | 0.96 48v            | 0.96 48v            | 0.96 48v            | 0.96 48v            | 19.4                | 19.4                | 18.6                |
| code moteur                                                    | B47D20B             | B47D20B             | B57                 | B48B20P             | B48                 | B58                 | S68                 |
| puissance maximale (en ch) du moteur thermique                 | 197                 | 197                 | 286                 | 190                 | 187                 | 309                 | 585                 |
| puissance maximale (en ch) du moteur électrique                | 11                  | 11                  | 17                  | 18                  | 184                 | 194                 | 197                 |
| puissance maximale cumulée (en ch)                             | 197                 | 197                 | 303                 | 208                 | 299                 | 489                 | 727                 |
| couple maximal (en Nm du moteur thermique)                     | 400                 | 400                 | 650                 | 310                 | 310                 | 450                 | 750                 |
| couple maximal (en Nm du moteur électrique)                    | 25                  | 25                  | 20                  | 20                  | 250                 | 280                 | 350                 |
| couple maximal cumulé (en Nm)                                  | 400                 | 400                 | 670                 | 330                 | 450                 | 700                 | 1030                |
| vitesse maximale en km/h (berline)                             | 228                 | 233                 | 250 (limité)        | 223                 | 230                 | 250 (limité)        | 305                 |
| vitesse maximale en km/h (touring)                             | 220                 | 218                 | 250 (limité)        | 230                 | 225                 | 250 (limité)        | 305                 |
| 0 à 100 en secondes (berline)                                  | 7.3                 | 7.3                 | 5.2                 | 7.5                 | 6.3                 | 4.3                 | 3.5                 |
| 0 à 100 en secondes (touring)                                  | 7.5                 | 7.5                 | 5.4                 | 7.8                 | 6.4                 | 4.4                 | 3.6                 |
| prix (berline) en euros (29/01/2025)                           | 65150               | 67750               | 76150               | 62800               | 74250               | 83600               | 159050              |
| prix (touring) en euros (29/01/2025)                           | 66650               | 69250               | 77650               | 64350               | 75750               | 85150               | 162050              |
| consommation WLTP en litres/100 km (berline) (batterie pleine) | 5.2                 | 5.6                 | 6.0                 | 5.9                 | 0.6                 | 0.9                 | 1.7                 |
| consommation WLTP en litres/100 km (touring) (batterie pleine) | 5.4                 | 5.8                 | 6.2                 | 6.2                 | 0.9                 | 1                   | 1.9                 |
| émissions de CO2 g/km (berline) (batterie pleine)              | 136                 | 147                 | 157                 | 133                 | 13                  | 19                  | 40                  |
| émissions de CO2 g/km (touring) (batterie pleine)              | 142                 | 151                 | 161                 | 137                 | 20                  | 22                  | 42                  |

La version touring est proposée pour les modèles : 520d ; 540d ; 520i ; 530e ; 550e ; M5. (29/01/2025)

### Motorisations disponibles dans d'autres pays
| modèle                                                         | 530i                   | 530i xdrive            | 540i xdrive            | 540d xdrive            | M560e xdrive           |
| production (date)                                              |                        |                        |                        |                        |                        |
| type de moteur                                                 | L4                     | L4                     | L6                     | L6                     | L6                     |
| boite de vitesse                                               | 8 rapports automatique | 8 rapports automatique | 8 rapports automatique | 8 rapports automatique | 8 rapports automatique |
| cylindrée (en cm3)                                             |                        |                        |                        |                        |                        |
| taille du réservoir (en litres)                                |                        |                        |                        |                        |                        |
| taille de la batterie (en kwh)                                 |                        |                        |                        |                        |                        |
| code moteur                                                    |                        |                        |                        |                        |                        |
| puissance maximale (en ch) du moteur thermique                 |                        |                        |                        |                        |                        |
| puissance maximale (en ch) du moteur électrique                |                        |                        |                        |                        |                        |
| puissance maximale cumulée (en ch)                             |                        |                        |                        |                        |                        |
| couple maximal (en nm du moteur thermique)                     |                        |                        |                        |                        |                        |
| couple maximal (en nm du moteur électrique)                    |                        |                        |                        |                        |                        |
| couple maximal cumulé (en nm)                                  |                        |                        |                        |                        |                        |
| vitesse maximale en km/h (berline)                             |                        |                        |                        |                        |                        |
| vitesse maximale en km/h (touring)                             |                        |                        |                        |                        |                        |
| 0 à 100 en secondes (berline)                                  |                        |                        |                        |                        |                        |
| 0 à 100 en secondes (touring)                                  |                        |                        |                        |                        |                        |
| prix (berline) en euros (06/03/2024)                           |                        |                        |                        |                        |                        |
| prix (touring) en euros (06/03/2024)                           |                        |                        |                        |                        |                        |
| consommation WLTP en litres/100 km (berline) (batterie pleine) |                        |                        |                        |                        |                        |
| consommation WLTP en litres/100 km (touring) (batterie pleine) |                        |                        |                        |                        |                        |
| émissions de CO2 g/km (berline) (batterie pleine)              |                        |                        |                        |                        |                        |
| émissions de CO2 g/km (touring) (batterie pleine)              |                        |                        |                        |                        |                        |